# Košařiska
Košařiska (en polonais : Koszarzyska ; en allemand : Kosarzisk) est une commune du district de Frýdek-Místek, dans la région de Moravie-Silésie, en République tchèque. Sa population s'élevait à 372 habitants en 2021.

## Géographie
Košařiska se trouve à 10 km au sud de Třinec, à 26 km au sud-est de Frýdek-Místek, à 41 km au sud-est d'Ostrava et à 311 km à l'est-sud-est de Prague.
La commune est limitée par Vendryně au nord, par Hrádek et Milíkov à l'est, par Dolní Lomná au sud et par Morávka et Třinec à l'ouest.

## Histoire
La première mention écrite du village date de 1643.

## Transports
Par la route, Košařiska se trouve à 12 km de Třinec, à 36 km de Frýdek-Místek, à 57 km d'Ostrava et à 388 km de Prague.